# Spinti
Lo Spinti è un torrente lungo 15 km, affluente di destra del fiume Scrivia, che scorre per un breve tratto in Liguria (città metropolitana di Genova), quindi, per la maggior parte del suo percorso, in Piemonte (provincia di Alessandria).

## Il corso del torrente

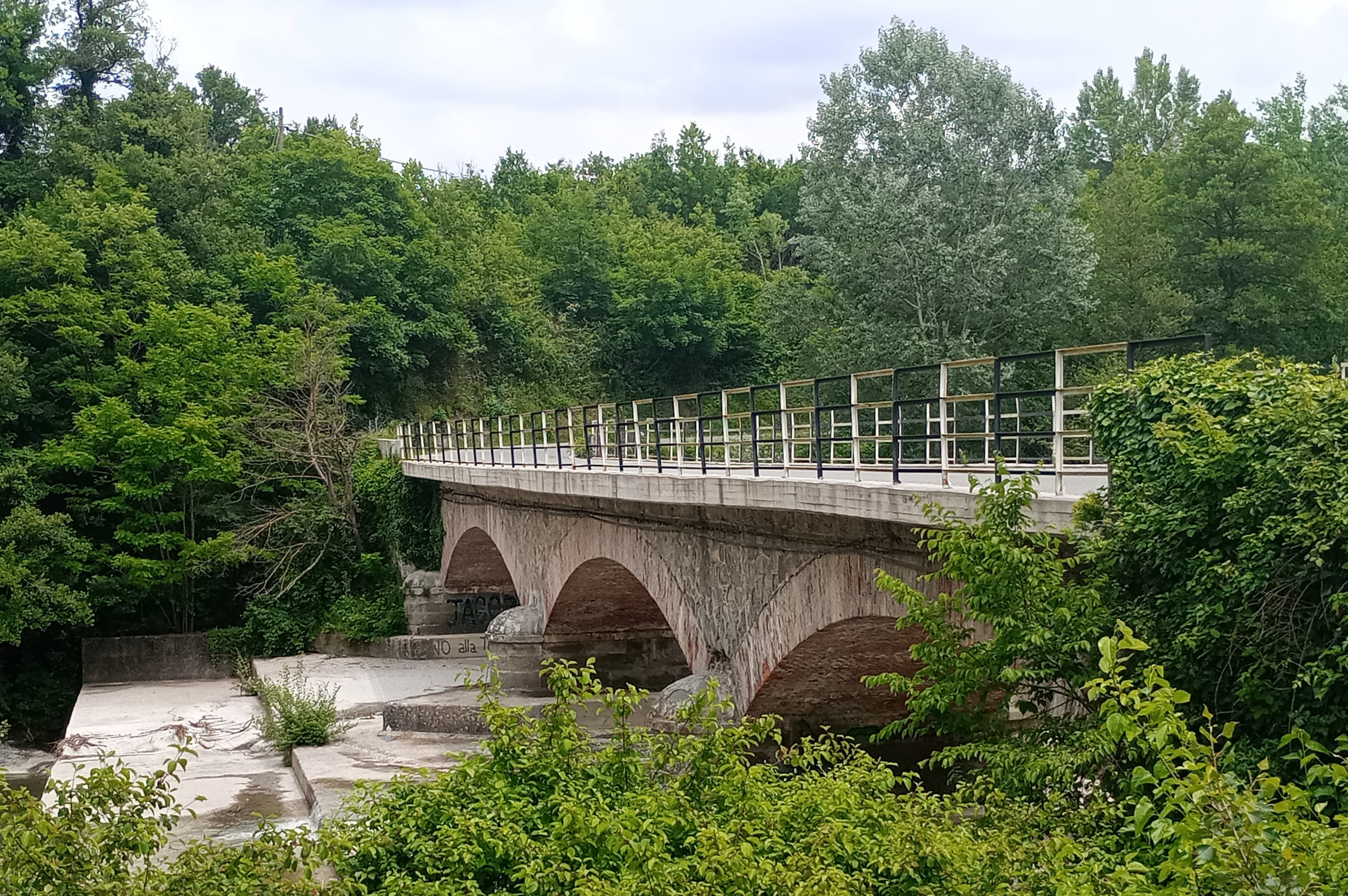
Ponte della SP 144 sullo Spinti nei pressi di Grondona

Nasce a circa mille metri di quota dal Bric delle Camere, sull'Appennino ligure, in Liguria (comune di Isola del Cantone), quando riceve il Bovegna entra in Piemonte e arriva a bagnare Grondona dove riceve il Rio Dorzegna. Presso Variana di Grondona riceve il Rio dell'Isola mentre presso Chiapparolo il rio delle Portiole verso la fine del suo percorso nei pressi di Varinella di Arquata Scrivia si forma una piccola pianura, poi sfocia nello Scrivia tra Varinella e Vignole Borbera.

## Regime idrologico
Il regime idrologico dello Spinti come tutti i corsi appenninici è nivo-pluviale, passando da periodi di secca, dove è quasi prosciugato ad arrivare a periodi di piena soprattutto nei mesi di settembre-ottobre.

## Turismo e Natura
La valle dello Spinti è quasi incontaminata e l'alta valle è molto selvaggia, con la possibilità di escursioni a piedi o anche a cavallo.